# クリスツ・ネイランズ
クリスツ・ネイランズ（Krists Neilands、1994年8月18日 - ）は、ラトビア、クルディーガ出身の自転車競技（ロードレース）選手。「クリスツ・ニーランズ」とも表記される。

## 経歴
2013年、Rietumu - Delfinにてプロキャリアスタート。
2016年、アクセオン・ハーゲンス・バーマンに移籍。
2017年、イスラエル・サイクリング・アカデミーに移籍。
2018年、ミラノ〜サンレモにて、ポッジオの登りでアタックを仕掛け、結果このアタックがヴィンチェンツォ・ニバリの優勝のきっかけとなり、ネイランズにも注目が集まった。ドワルス・ドール・ヘット・ハーヘランドでは逃げ切りを決め、プロレースでの初勝利を獲得した。

## 主な戦績

### 2014年
- ラトビア選手権・個人タイムトライアル・U23　優勝

### 2015年
- ラトビア選手権・個人タイムトライアル・U23　優勝
- ポドラシェ・ツアー（英語版）　新人賞
- ツアー・オブ・ボルネオ（英語版）　区間優勝（第3ステージ）

### 2016年
- ラトビア選手権・個人タイムトライアル・U23　優勝

### 2017年
- ツール・ド・アゼルバイジャン（英語版）　区間優勝（第5ステージ）
- ラトビア選手権・ロードレース　優勝
- ポルトガル一周　新人賞

### 2018年
- ドワルス・ドール・ヘット・ハーヘランド（英語版）　優勝
- ラトビア選手権・ロードレース　優勝

### 2019年
- ツール・ド・ハンガリー（英語版）  総合優勝、 山岳賞（第2,4ステージ優勝）
- ラトビア選手権・個人タイムトライアル　優勝
- アークティック・レース・オブ・ノルウェー  ヤングライダー賞
- グランプリ・ド・ワロニー 優勝